# Hesperia (Michigan)
Hesperia é uma vila localizada no estado americano de Michigan, no Condado de Newaygo e Condado de Oceana.

## Demografia
Segundo o censo americano de 2000, a sua população era de 954 habitantes.
Em 2006, foi estimada uma população de 984, um aumento de 30 (3.1%).

## Geografia
De acordo com o United States Census Bureau tem uma área de
2,2 km², dos quais 2,1 km² cobertos por terra e 0,1 km² cobertos por água. Hesperia localiza-se a aproximadamente 210 m acima do nível do mar.

## Localidades na vizinhança
O diagrama seguinte representa as localidades num raio de 28 km ao redor de Hesperia.